# Benvinguts a la família
Benvinguts a la família és una sèrie de televisió de TV3 de comèdia negra que es va estrenar el 22 de gener del 2018. Creada per Pau Freixas i Ivan Mercadé, narra les peripècies de la família de l'Àngela, una dona divorciada amb tres fills a qui han embargat la casa. Presenta referències de les sèries televisives Modern Family i Shameless i el gènere és una "comèdia a la italiana".
El juliol de 2018 es va fer públic que Netflix havia comprat els drets per a emetre la sèrie a escala mundial en versió original en català, doblada al castellà i amb subtítols en diversos idiomes. El 14 de gener del 2019 se n'estrenà la segona i última temporada.

## Argument
L'Àngela és una dona lluitadora, mare de tres fills. Des que el seu marit, el Manu, la va abandonar, tirar endavant la família tota sola s'ha convertit en una batalla diària. La situació es complica quan, un matí, en tornar de la feina, el banc es presenta a casa seva i, davant dels seus fills, li comunica que els embarguen el pis. L'Àngela es veu obligada a presentar-se a casa del seu pare, amb qui fa més de 10 anys que no es parla.

## Repartiment

### Actors principals
- Melani Olivares - Àngela Navarro Garrofer
- Iván Massagué - Fernando "Nando" García
- Yolanda Ramos - Victòria Argenté
- Nao Albet - Francesc "Fran" García Navarro
- Georgina Amorós - Àlex Argenté
- Leïti Séne - David García Navarro
- Nonna Cardoner - Sara García Navarro
- Lluís Villanueva - Raül Dorado
- Santi Millán - Manu García

#### Amb la col·laboració especial de
- Simón Andreu - Eduardo Navarro Gil † (Episodi 1)
- Santi Millán - Manuel «Manu» García Pedrosa (Capítulo 14 - Capítulo 20)

### Actors secundaris
- Àlex Maruny - Dídac (Episodi 1 - Episodi 2; Episodi 6 - Episodi 9)
- Betsy Túrnez - Adela (Episodi 1 - Episodi 3; Episodi 5 - Episodi 7; Episodi 10; Episodi 12)
- Francesc Ferrer - Pere Perelló[7] (Episodi 1 - Episodi 2; Episodi 6 - Episodi 7; Episodi 10; Episodi 12)
- Miquel Fernández - Miquel Ibáñez Monroy (Episodi 2 - Episodi 10; Episodi 13)
- Eva Santolaria - Lili (Episodi 3, Episodi 9 - Episodi 10)
- Elisabet Casanovas - Paula (Episodi 9; Episodi 11 - Episodi 12)
- Joan Carreras - Marcos Navarro Garrofer (Episodi 10 - Episodi 13)
- Quimet Pla - Leo (Episodi 8 - Episodi 10; Episodi 12)
- Carme Sansa - Berta (Episodi 3 - Episodi 4; Episodi 13)
- Aina Clotet - Lola (Episodi 5)
- Maribel Fernàndez - Rosa Garrofer (Episodi 7)
- Antonio Dechent- Pare de Manu i Nando García (Episodi 6, 7 i 12)

## Episodis
| Temporada | Temporada | Episodis | Emissió original     | Emissió original    |
| Temporada | Temporada | Episodis | Inici                | Final               |
| --------- | --------- | -------- | -------------------- | ------------------- |
|           | 1         | 13       | 22 de gener del 2018 | 16 d'abril del 2018 |
|           | 2         | 13       | 14 de gener del 2019 | 15 d'abril del 2019 |

### Primera temporada
| Núm. global | Núm. temp. | Títol         | Direcció                     | Guió                         | Data d'estrena        | Audiència TV3   |
| ----------- | ---------- | ------------- | ---------------------------- | ---------------------------- | --------------------- | --------------- |
| 1           | 1          | L'Eduardo     | Paco Caballero               | Eric Navarro i Ivan Mercadé  | 22 de gener del 2018  | 777.000 (25,8%) |
| 2           | 2          | El congelador | Nely Reguera                 | Eric Navarro i Ivan Mercadé  | 29 de gener del 2018  | 666.000 (22,2%) |
| 3           | 3          | La bateria    | Paco Caballero               | Natalia Duran i Eric Navarro | 5 de febrer del 2018  | 621.000 (21,1%) |
| 4           | 4          | El quadre     | Nely Reguera                 | Pol Cortecans i Ivan Mercadé | 12 de febrer del 2018 | 491.000 (16,7%) |
| 5           | 5          | La Lola       | Alejandro Marzoa             | Dani González i Ivan Mercadé | 19 de febrer del 2018 | 436.000 (14,5%) |
| 6           | 6          | L'Adela       | Alejandro Marzoa             | Natalia Duran                | 26 de febrer del 2018 | 432.000 (14,4%) |
| 7           | 7          | L'àvia        | Begoña Álvarez               | Pol Cortecans i Eric Navarro | 5 de març del 2018    | 488.000 (15,9%) |
| 8           | 8          | El Leo        | Begoña Álvarez               | Dani González                | 12 de març del 2018   | 378.000 (13,2%) |
| 9           | 9          | El Miquel     | Nely Reguera                 | Natalia Duran i Ivan Mercadé | 19 de març del 2018   | 384.000 (13,3%) |
| 10          | 10         | L'accident    | Nely Reguera                 | Pol Cortecans                | 26 de març del 2018   | 399.000 (13,6%) |
| 11          | 11         | El simulacre  | Begoña Álvarez               | Dani González                | 2 d'abril del 2018    | 354.000 (12,9%) |
| 12          | 12         | El funeral    | Alejandro Marzoa             | Natalia Duran                | 9 d'abril del 2018    | 429.000 (15,3%) |
| 13          | 13         | La família    | Begoña Álvarez i Pau Freixas | Pol Cortecans                | 16 d'abril del 2018   | 413.000 (15,1%) |

### Segona temporada
| Núm. global | Núm. temp. | Títol             | Direcció         | Data d'estrena        | Audiència TV3   |
| ----------- | ---------- | ----------------- | ---------------- | --------------------- | --------------- |
| 14          | 1          | El Manu           | Paco Caballero   | 14 de gener del 2019  | 461.000 (17,8%) |
| 15          | 2          | L'intercanvi      | Paco Caballero   | 21 de gener del 2019  | 400.000 (14,4%) |
| 16          | 3          | El robatori       | Paco Caballero   | 28 de gener del 2019  | 394.000 (14,8%) |
| 17          | 4          | El cordó policial | Paco Caballero   | 4 de febrer del 2019  | 399.000 (13,9%) |
| 18          | 5          | La traïció        | Alejandro Marzoa | 11 de febrer del 2019 | 366.000 (13,7%) |
| 19          | 6          | Krakòzia          | Marc Crehuet     | 18 de febrer del 2019 | 337.000 (12,2%) |
| 20          | 7          | Estiu del 92      | Marc Crehuet     | 25 de febrer del 2019 | 382.000 (13%)   |
| 21          | 8          | En busca del Leo  | Marc Crehuet     | 4 de març del 2019    | 355.000 (13%)   |
| 22          | 9          | El nou testament  | Alejandro Marzoa | 11 de març del 2019   | 328.000 (12,6%) |
| 23          | 10         | La fuga           | Alejandro Marzoa | 18 de març del 2019   | 316.000 (12,2%) |
| 24          | 11         | El nínxol         | Alejandro Marzoa | 1 d'abril del 2019    | 370.000 (13,9%) |
| 25          | 12         | L'estafa          | Marc Crehuet     | 8 d'abril del 2019    | 272.000 (10,1%) |
| 26          | 13         | La boda           | Paco Caballero   | 15 d'abril del 2019   | 282.000 (10,9%) |

## Rebuda
Inicialment tingué èxit sense aconseguir fidelitzar part de l'audiència.
A Núvol es va publicar una ressenya del primer episodi que considerà que s'aconseguí amb èxit la possibilitat de gaudir amb família l'humor negre.